# Салнынь, Христофор Интович
Христофор (Кристап) Интович Салныньш (латыш. Kristaps Salniņš; псевдонимы и клички — Христофор Фогель, Христофор Лауберг, Гришка, Осип, Виктор Хугос; 26 августа 1885, Рига — 8 мая 1939) — латышский революционер, советский разведчик, бригадный комиссар.

## Биография
Родился в рабочей семье. Отец — Инт Юрьевич Салныньш. В 1900 году окончил 2-х классную народную школу. Был учеником в столярной мастерской по вечерам посещая русскую ремесленную школу. С 1902 года участвовал в латышских социал-демократических кружках.

### Боевая деятельность
С начала 1904 года член небольшой группы 4-5 человек боевиков, в обязанности которой входило избиение рабочих и мастеров, которые так или иначе вредили революционному движению. С начала 1905 стал руководителем группы боевиков и летом 1905 года принимал участие почти во всех крупных выступлениях боевиков. Участвовал в дерзком вооружённом нападении на Рижскую центральную тюрьму 7 сентября 1905 года, во время которого были освобождены член ЦК ЛСДРП Я. Лацис-Крюгер, член Рижского комитета ЛСДРП Ю. Шлессер, приговорённые к смертной казни.
На короткое время Салныньш уехал в Швейцарию за оружием, но пробыв в Женеве две недели вернулся в Прибалтику, так как был объявлен Октябрьский манифест. По дороге в Мюнхене достал несколько револьверов у Парвуса. По приезде в Прибалтику принимал участие в боях крестьянских повстанческих отрядов с казаками в районе Вецпиебалга — Цесис.
В начале 1906 года вернулся в Ригу, где участвовал в нападении на Рижское сыскное отделение, из которого были освобождены тт. Лютер («Бобис») и Калныньш («Мистер»). Затем с группой латышских боевиков уехал в Петербург, где начал работать при боевой технической группе ПК РСДРП(б). Так, по воспоминаниям самого Салныньша в марте 1906 они при посредстве связей с солдатами таскали мелинит из правительственных складов в Сестрорецке. В апреле 1906 года был командирован в Баку, чтобы доставить туда члена боевой группы матроса Фёдора, которого подозревали в работе на охранку. Вернулся из Баку в Петербург, а оттуда в Ригу.
По показаниям Густава Генриха Лацкого (кличка «Альфонс») в Риге Салныньш («Гришка») участвовал в: экспроприации казённой винной лавки на Б. Московской улице, где было забрано из кассы 50 рублей, в похищении железного сундука из помещения старого Государственного банка по Замковой улице № 12, ограблении казённой винной лавки по Суворовской улице, № 66.
Летом 1907 года по поручению Боевой технической группы, с мандатом от ЦК РСДРП, подписанным Лениным, Салныньш ездил в Англию и Бельгию собрать оружие, принадлежавшее БТГ. Часть оружия была отправлена в Петербург, а часть продана назад производителю в Льеже, так как деятельность БТГ в это время сворачивалась. До 1908 года Салныньш содержал конспиративную квартиру БТГ в Лондоне, посылался в Берлин помочь в освобождении арестованного Камо.
В конце 1908 года был отправлен в Нью-Йорк, откуда вернулся в Париж в марте 1909 года. Был направлен в Финляндию, осенью 1909 года вернулся в Лондон. Жил в Лондоне и Брюсселе.

### В эмиграции в США
В 1912 году уехал в Америку, где работал в железнодорожных мастерских. Состоял в латышской организации Социалистической партии Америки. После Февральской революции в России в апреле 1917 года через Японию приехал во Владивосток, где работал в местной организации РСДРП(б), однако в конце 1917 года вернулся в Америку для организации постоянной связи между Америкой и Дальним Востоком. Жил в Сан-Франциско до 1920 г, работая на судостроительной верфи.

### Служба в разведуправлении Красной Армии
В 1920 г приехал в Шанхай, где встретился с представителем Коминтерна Войтинским. Затем работал в советской разведке на Дальнем Востоке. С ноября 1920 года — на действительной службе в РККА.
Переправлен в Германию для работы по созданию нелегальной боевой организации КПГ, занимался организацией «красных сотен» в Тюрингии и сети скрытых складов и баз оружия (1923), отправлен с транспортом оружия в Болгарию (1924). Около 4 месяцев под псевдонимом «Осип» в составе отряда Янчева участвовал в партизанской борьбе с правительственными войсками на юге Болгарии.
Резидент (1926—1929) и военный советник в Китае (1926—1927), участник вооруженного конфликта на КВЖД, руководил диверсионной работой.
В 1930—1932 годах находился в странах Центральной и Восточной Европы.
С октября 1932 помощник начальника РО, начальник 3-го сектора 4-го отдела (1933—1935) штаба ОКДВА. Помощник начальника РО штаба ОКДВА (февраль 1935 — февраль 1936), заместитель начальника спецотделения «А» (активная разведка) РУ штаба РККА (февраль 1936 — июнь 1937).
Во время гражданской войны в Испании — советник 14-го (партизанского) корпуса республиканских войск (июнь 1937 — март 1938).
Арестован в Москве 20 апреля 1938 года, Военной коллегией Верховного суда СССР 14 марта 1939 года по обвинению в «участии в контрреволюционной, диверсионной, террористической и шпионской организации» приговорен к расстрелу, приговор приведён в исполнение 8 мая 1939 года. Реабилитирован в 1956 году.

## Награды
- Орден Ленина (1937)
- Орден Красного Знамени (20.02.1928[2])
- Золотые часы (1935)